# 真・女神転生if...
『真・女神転生if...』（しん・めがみてんせい イフ）は、日本のゲーム会社であるアトラス開発のスーパーファミコン用ゲームソフト。同社が手掛ける「真・女神転生シリーズ」の派生作品として、1994年10月28日に発売された。

## 概要
本作品は、開発元であるアトラスが手掛ける「女神転生シリーズ」の後継「真・女神転生シリーズ」の派生作品である。魔界に落とされた学校から元の世界に帰るため、七つの大罪をモチーフにした魔界のダンジョンを探索する。番外編ならではの試みとしてゲームオーバーをなくした「ガーディアンシステム」の導入、銃の弾数制やパーティ属性・パートナー選択といった新システムの導入があるものの、ゲームシステム上は『真・女神転生II』（SFC用、アトラス、1994年）と共通する部分も見受けられる。
学園が舞台であり、3Dダンジョンのみの構成から、広義的な「女神転生シリーズ」の第1作目『デジタル・デビル物語 女神転生』（FC用、ナムコ、1987年）への原点回帰が見て取れる。主人公達は学生服を着たデザインとされているが、学園モノとは違うものである。
ストーリーは、同シリーズにおける既存作品との直接的な繋がりはないものの、『真・女神転生』（SFC用、アトラス、1994年）や『真・女神転生II』のキャラクターがゲスト出演し、本作のキャラクターも『デビルサマナー ソウルハッカーズ』（SS用、アトラス、1997年）などにゲスト出演している。また、後年の『女神異聞録ペルソナ』（PS用、アトラス、1996年）のペルソナシステムは、本作のガーディアンシステムからの発展系であるとディレクターの岡田が語っており、「ペルソナシリーズ」の誕生にも影響を与えている。
対応ハードの移植を繰り返しているほか、2002年には、本作品のリメイク版がPlayStationにて発売された（後述「#移植・リメイク」参照）。
また、2004年から2006年にかけては、『真・女神転生if...ハザマ編』が携帯電話ゲームとして配信された。

## あらすじ
主人公は軽子坂高等学校に通う高校生。教室で居眠りしているうちに放課後になってしまい、クラスメートに起こされる。そのとき、突然の大地震が学校を襲う。それと同時に空は暗くなり、学校の外に出られなくなってしまった。主人公は学校に残っていた生徒のうち1人をパートナーにし、脱出の方法を探すため学校内を駆け回る。
やがて生徒の一人である「魔神皇」ことハザマによって、学校が魔界に落とされたことを知った主人公たちは、体育館で封印を解く鍵となる「リング」を見つけ、魔界への扉を開く。
チャーリー編
教室から出た主人公は別の教室でチャーリーと出会い、彼と共に魔界に足を踏み入れ、憤怒界などの魔界を進んだ二人は最終的にハザマを倒し、主人公とチャーリーは魔界から帰還したが、学校は敷地ごと無くなっていた。この一件は公式にはガス爆発による事故とされ、後に戻ってきた何人かの生徒のうち一人が真相を語ったが、一部マスコミが興味本位で扱うのみに終わった。
ユミ編
主人公は教室を出た直後にユミに声をかけられ、彼女と共に魔界に足を踏み入れ、嫉妬界や貪欲界などの魔界を進んだ二人は最終的にハザマを倒し、主人公とユミは魔界から帰還した際に学校は元の状態に戻っていた。二人がハザマの歪んだ野望を防いだことは誰も知らず、平凡な日常が取り戻されたのであった。
レイコ編
主人公は1年生のレイコと出会い、ハザマを止めようとする彼女と行動を共にする。二人は5つの魔界を踏破し、ハザマによって創られた学校の上階でついに魔神皇ハザマを倒す。しかし、足元に倒れた彼を見て、レイコは「あなたを救ってあげたかったのに…」と本心をつぶやく。するとハザマが持っていた解脱のリングが輝き、その力で主人公とレイコは彼の精神世界に入り込んでしまう。
やがて彼の心の最深部に辿り着いた二人は、胎児でもあり悪魔でもあるような姿のハザマを倒す。全知全能の魔界の支配者を名乗っていた彼の精神は敗北を受け入れられず、幼児退行を起こして子供の姿になってしまう。泣きじゃくる彼をレイコは抱き抱え、まるで我が子のように優しくあやす。彼女の愛を知ったハザマは元の姿に戻り、二人はもう二度と離れないことを誓い抱き合う。レイコはハザマと共に残り、主人公は人間の世界へと送り返した。魔界から帰還した主人公が戻ってきたのは元通りとなった学校の廊下で、玄関から外に出ると、そこにはいつもの校舎と町並みが戻っていた。結局、ハザマとレイコは数人の生徒と共に消えたままとなるが、学校には再び平和で退屈な日々が始まるのだった。
アキラ編
主人公は不良少年のアキラと出会い、彼と共に校務員室のマンホールから学校を脱出するが、落下して辿り着いた先にもハザマが現れる。高笑いするハザマと、その力で意識を失う二人。やがて主人公が目を覚ますと、気を失ったアキラに呼びかける「アモン」と名乗る悪魔がいた。彼の口から、ハザマが魔神皇としての力を得た経緯が語られる。ハザマによって魂と肉体とに引き裂かれ、魂のみの存在となっていたアモンは「体を手に入れればハザマに勝てるかもしれない」と言い、アキラと合体する。そしてアモンの知識を得たアキラから、ここは「幽閉の塔」と呼ばれる本来の魔界であることが明かされる。
多くの戦いの末、主人公とアキラは塔の最上階まで辿り着き、魔神皇ハザマを撃破する。アキラが言うには塔が動いており、ハザマがいなくなったことで元の魔界に戻るのだという。彼は悪魔であるアキラは魔界に残るらしく、主人公を人間の世界へと送り返した。魔界から帰還した主人公が戻ってきたのは正門前だったが、校舎は地面ごと無くなっていた。心配して駆けつけた生徒によれば、学校で爆発が起きたと聞かされており、行方不明の人もまだ大勢いるという。結局、学校と共に多くの生徒が消え去ったまま、公式にはガス爆発による事故とされた。
全編クリア
全編クリア時のエンディング後、正門前にスティーブンが待ち構え、主人公におりいった話があると語りかけたところで物語は終わる。

## 登場キャラクター

### 主人公
男性主人公
本作の男性主人公。軽子坂高校に通う2年生の少年。クラスは2-D。教室で居眠りしていたところを事件に巻き込まれ、パートナーと協力してハザマに立ち向かう事になる。
ノブ / 秋山 ノブ（あきやま ノブ）
漫画版において人格造形された男性主人公。事件に巻き込まれた所をユミと共に魔界を探索することになり、後にピクシーやアンリ・マンユを仲魔にしてハザマを倒した。
ジン / 青木 仁（あおき じん）
小説版において人格造形された男性主人公。新学期を迎えた放課後、事件に巻き込まれる。ユミと共に魔界の脱出口を探すことになるが、出口は全て漆黒の闇に閉ざされていたことを知る。後に体育館に向かうが、そこで巨大な幻影を目撃することになる。
原作とは異なり、ユミとチャーリーとレイコの三人で魔界を探索している。
女性主人公
本作の女性主人公。軽子坂高校に通う2年生の少女。クラスは2-D。置かれた立場や境遇は男性主人公と同じである。
たまきちゃん / 内田 たまき（うちだ たまき）
ペルソナシリーズにおいて人格造形された女性主人公。魔界から帰還した後は聖エルミン学園に転校し、フェンシング部に所属する。アームターミナルを持ち歩いて御影町の事件に対応している。

### 主人公のパートナーたち
4人の中から1人をパートナーとして選ぶことになる。レイコとアキラは特定の手段でしかパートナーに出来ず、特にアキラは他の3人のうち、いずれかをクリアして以降パートナーにする事が出来る。簡潔に言えば誰の思想に賛同するかであり、誰を選んだかによってルートや目的が変わってくる。
チャーリー / 黒井 真二（くろい しんじ）
軽子坂高校2年生。クラスは2-E。自転車泥棒で補導された前科があることから「チャーリー」とあだ名がつき、そう呼ばれるようになった。
髪を金色に染めていたり、アクセサリーを複数つけたりと派手な身なりをしており、PS版では髪型がさらに個性的になっている。
考え方は利己的だが頭の回転が速く、学校中が混乱に陥る中で「その後の事」を考えて武器になりそうなものを調達していた。
チャーリーをパートナーに選ぶと「自分達だけが魔界から脱出するため」に行動することになる。ガーディアンは補助魔法に長けたものが多い。
クリアするために必要な魔界の数が最も少なく通常はレベルの低い状態で魔神皇とのバトルに突入するためラスボス戦の難易度は高い。事件の真相はほとんど謎のまま終了する。
名前の由来は東急フライヤーズの黒尾投手。
ユミ / 白川 由美（しらかわ ゆみ）
主人公のクラスメイト。派手な外見と強気な性格ゆえ、他者を寄せ付けない雰囲気を持った女子生徒。
本来は責任感と優しさに満ちた博愛主義者であり、非常事態においても学校にいるすべての人間を助けようと思っている。行動力は見た目通りに高く、学校中が混乱に陥る中で本領を発揮した生徒のうちの一人。
ユミをパートナーに選ぶと「巻き込まれた人々を救うため」に行動することになる。ガーディアンは回復魔法に長けたものが多い。
クリアするために必要な魔界は多いため魔神皇戦まではそれなりにレベルが上がっているためチャーリーよりは難易度が易しくなっている。事件の真相はチャーリー編より踏み込んだ内容で終了する。
名前の由来は東急フライヤーズの白木投手。
レイコ / 赤根沢 玲子（あかねざわ れいこ）
軽子坂高校1年生。クラスは1-B。ユミとは対照的な優等生タイプである。実はハザマの妹で、彼の事情を知る数少ない存在でもある。異変がハザマの仕業であることもすぐに見抜いていた。
レイコをパートナーに選ぶ場合、「ハザマを止めるため」に行動することになる。ガーディアンの能力はまちまちだが、その代わりにバランスよく魔法を習得する。
クリアするためには憤怒を除く全ての魔界と精神世界まで到達して2度の魔神皇戦を踏破しないといけない。事件の真相か全て解明する。
名前の由来は東急フライヤーズの赤根谷投手。ゲーム企画段階での名前は”麗”子だったが、「麗」の字を画面で表現する事が難しかったため、”玲”子に変更された。
アキラ / 宮本 明（みやもと あきら）
軽子坂高校2年生。クラスは2-C。いわゆる"不良少年"だが、チャーリーとは正反対の硬派な一匹狼タイプ。無口だが、芯がある点も彼とは対照的である。
校務員の岡本からボクシング選手になるよう薦められており、腕っぷしも相当な様子。
アキラをパートナーに選ぶとチャーリー同様、自分達だけ脱出しようとする。しかし、予想外の場所に来てしまい、ハザマと敵対する悪魔アモンと出会ってアキラが合体し、「ハザマを倒すためだけ」に行動することになる。上記3人とは異なる完全なアナザールートである。

### 軽子坂高校の学生・教師
ハザマ / 狭間 偉出夫（はざま いでお）
本作の最終ボス。軽子坂高校2年生。クラスは2-E。天才的な頭脳の持ち主。IQ256。軽子坂高校を魔界に落とした張本人で「魔神皇（まじんのう）」を自称し、神出鬼没に現れる。
主人公よりも先に「悪魔召喚プログラム」を入手し、魔界で力を得た。レイコの兄で、幼少期に両親が離婚し、家族や友人に恵まれず孤独な存在であったことがレイコ編にて判明する。
『デビルサマナー ソウルハッカーズ』ではネット上の依頼人として登場し、「いずれ、全能なる魔界の王位に即く者」を自称している。妹と魔界で幸せに暮らしたいことを語っている。
『ハザマ編』では主人公として登場し、アームターミナル型COMPを自力で作り上げて様々な魔術の知識と召喚プログラムを駆使して魔界の塔にたどり着き、自分を見下した生徒たちに勝る「力」を手に入れるために、「幽閉の塔」へと足を踏み入れてアモンに出会った。
名前の由来は間黒男とイデオロギー。
大月先生（おおつきせんせい）
軽子坂高校の化学教師。風紀委員会の顧問でもある。早稲田大学理工学部所属当時プラズマという科学現象に遭遇し、以後プラズマに執着するようになる。
魔神皇を盲目的に崇拝しており、現れる度に自身の肉体を機械に改造しながら、最終的に首から下を機械化した状態で主人公たちの前に立ち塞がる。
八幡先生（やはたせんせい）
数学担当の教師。クラスは2-H。香山先生に好意を持つものの、婚約者の存在を知ってショックを受け、大月に慰められたらしい。
ボーナスで新型のノートパソコンを買ったらしく、主人公たちにそれをねだられて困り、代わりに自作のアームターミナルをくれる。住んでいる吉祥寺で見かけた「ハスキー犬を連れた少年（『真・女神転生』の主人公）」が身につけていた物を真似て作ったらしく、そのせいか、たまに悪魔との会話時にコンピューターの調子が悪くなることがある。なお、休日は散歩がてら井の頭公園で円周率を暗誦している。
香山（かやま）
軽子坂高校の保険医。美人で優しく、学校中の男子生徒と八幡の憧れの的だが、既に婚約者がいる。
怠惰界での強制労働など、学校から全生徒や教師がいなくなるイベントの際にも、なぜか一人だけ学校内に残っている。
佐藤 勝彦（さとう かつひこ）
軽子坂高校2年生。通称「佐藤くん（さとうくん）」。電算部長。コンピュータに精通しており、狭間に匹敵するほどの頭脳を持つ。
パソコン通信で入手した悪魔召喚プログラムを誤動作させてしまい、部室で悪魔に襲われていたところを主人公たちに救われた後に悪魔召喚プログラムを託す。
学校2Fで入手できるアイテムを渡し、特定の条件を満たすと、また別の悪魔に襲われている。
名前の由来は物理学者の佐藤勝彦。
ヒーホーくん
学ランを着て学生帽を被ったジャックフロスト。なぜか校舎に紛れ込んでおり、「こーこーせー」になりきっている。台詞は全て平仮名で、「ヒーホー」が口癖。選択肢によってジャックフロストとして仲魔にできる。
『女神異聞録ペルソナ』にも登場しており、ガールフレンドのヒホ子ちゃんがいる。
岡本（おかもと）
軽子坂高校の用務員で、ボクサー崩れ。容姿が『真・女神転生II』の岡本に似ている。
飽食界のカジノに平然と遊びに行っているあたり、並の人間よりは強いらしい。アキラ編では、幽閉の塔に行くためのキーパーソンとなる。
校長
軽子坂高校の雇われ校長。温厚だが事なかれ主義で、典型的なサラリーマン公務員。
食い意地が張っているらしく、校長室の壁に「食欲」と書いた額が飾ってある。学校が魔界化した際、ハザマによりオーカスに変えられてしまっていた。
リュウイチ / 坂本 竜一（さかもと りゅういち）
チャーリーのクラスメイト。正義感の強い人格者。恋人のアキコをハザマに攫われ、単身魔界を突き進む事になる。性格の良さから、チャーリーも一目置いている。
ユミ・レイコ編では怠惰界でアキコと共に石像にされており、アキコに騙されていることも判明している。チャーリー編では憤怒界で再会することになるが、最後はアキコと共に石像にされてしまう。
名前の由来は音楽家の坂本龍一。
アキコ / 矢野 暁子（やの あきこ）
リュウイチの恋人。清楚な美人で、リュウイチと恋仲になる以前は何人かの男子生徒に声をかけられていたらしい。
チャーリー編では憤怒界でハザマに人質に取られるが、後にリュウイチと共に石像化してしまう。ハザマが彼女を連れ去った理由は、ハザマから彼女にラブレターを渡されるも馬鹿にしながら破り捨てたことがレイコ編にて判明する。
名前の由来はシンガーソングライターの矢野顕子。

### その他の人物
メリジェーヌ / フォーン
体育館に現れる魔獣。主人公の性別によって片方が登場する。男性主人公の場合はメリジェーヌ、女性主人公の場合はフォーンになる。
アモン
かつてハザマのパートナーだった悪魔。ハザマによって肉体と魂に引き裂かれ、魂のみの存在となって「幽閉の塔」の地下に封じられていた。ハザマから攻撃されて主人公と共に倒れていたアキラと合体した。
『ハザマ編』では彼と出会い、「幽閉の塔」を探索していくことになる。通常の悪魔とは違いマグネタイトは消費せず、COMPに戻すこともできない。
スティーブン
真っ赤なスーツを着た車椅子の男。特定のルートのエンディングで主人公の前に現れるが、その目的は謎に包まれている。
アリス
死者と思しき金髪の少女。PS版ではガーディアンを付け替える役目で登場する。

## 開発
先述「#概要」の通り、本作品は、「真・女神転生シリーズ」の派生作品として開発された。同シリーズに携わってきた岡田耕始は、デザイナーの金子一馬との話し合いから本作品が開発されるまでを振り返る。前作『真・女神転生II』（SFC用、アトラス、1994年）に続く作品として、順当にいけば同シリーズのナンバリング第3作目の開発であったはずだが、この当時の岡田は燃え尽き症候群と化していた。
そこで金子と話して、今までマクロ的な視点のものを作ってきたから、テーマ的にミクロな学園ものをやってみよう、と『真・女神転生if...』の企画を立ち上げたんです。あれは半年で作ったんですよ。システム的には『真・女神転生II』と一緒だという指摘もありましたが、結構面白いと評価してもらえました。—岡田耕始、4Gamer.net
企画段階の仮名称は「真・女神転生X」。パートナーがメインとサブに分けられており、3〜4人のパーティを編成するシステムだった。パートナーのCOMP使用や強制セーブも企画されたが、いずれも不採用となった。
また、主人公が死亡（戦意喪失）した後に復活するシステムは、当初「転生システム」と呼ばれていたが、「ガーディアン」（守護神）システムに変更された。この理由について、キャラクターデザイナーの金子一馬は「主人公が短時間で生まれ変わることになるのは気持ち悪いと感じ守護神をつけることになった」と『HIPPON SUPER!』の中で述べている。

## 音楽

### 楽曲収録
後年に発売された「女神転生シリーズ」の派生作品『真・女神転生 DEEP STRANGE JOURNEY』（3DS用、アトラス、2017年）初回限定版の同梱CD『真・女神転生 レアサントラ＆メモリアルアレンジトラックス』に本作品の楽曲が収録された。
| 発売日         | タイトル                                                | 収録曲                                                        | 備考       |
| -------------- | ------------------------------------------------------- | ------------------------------------------------------------- | ---------- |
| 2017年10月26日 | 真・女神転生 レアサントラ＆メモリアルアレンジトラックス | DISK5「Outside」 #9「アキラ編戦闘BGM」（アレンジ： 岩田匡治） | [ 注釈 3 ] |

## 舞台

### 学校
軽子坂高等学校（かるこさかこうとうがっこう）
主人公たちが通う高校。通称「軽高（かるこう）」。東京都新宿区、飯田橋近辺にあると設定されているほか、系列大学も存在する。
制服はブレザー。『真・女神転生IMAGINE』では、防具アイテムとして本校の制服のレプリカが売られている。
学校長は阿波野晴房。創立記念日は1月4日。通常の春期・夏季・冬季休業のほか、10月5日～10月11日が秋季休業となっている。そのほか、7月9日が「陰陽師安倍晴明の夕べ」、12月13日がツチミカド記念日として休校となる。
校舎・校歌の歌詞ともに、本作のシナリオを担当した伊藤龍太郎の母校がモデルになっている。
ユミ編ではラストダンジョンで、ハザマとの最終戦となる。レイコ編では封印の間から、ハザマが創りだした学校の4階へ転送され、彼の部屋がある11階まで登ることになり、ハザマを倒した後に真のラストダンジョンへと分散する。

### 魔界
魔神皇ハザマが創造した異界。各界の名前は七つの大罪にちなんだものとなっており、それぞれ名前に関連するイベントが発生する。ハザマの個人的事情からか「色欲界」は存在していない。アキラ編では幽閉の塔に転移するため訪れることは無い。
封印の間
各界を繋ぐ中継地点。魔界の中心部にあり、各所で手に入れたリングで封印を解くことで次の場所へ進めるようになる。東の扉の行き先はパートナーによって嫉妬界か憤怒界に変化する。チャーリー編ではここからハザマとの最終戦に臨むことになる。
傲慢界
魔界で最初の街があるが、ここのメッセンジャーのセリフを聞き流すとボスに思わぬ苦戦を強いられる事になる。また、女性主人公の場合は月齢1/8の時に「三日月おじさん」が登場した際に装備を貰えるが、男性主人公の場合は「三日月おじさん」が登場しないため装備を貰えない。
飽食界
学校のとある人物が飽食の罪で魔王オーカスに変えられている。また、魔界で初のカジノも存在する。
怠惰界
脱出のための行動も起こさず学校で安穏としているのは怠惰であるとして、学校関係者達が強制労働させられている。とあるアイテムを入手する事が解放の条件になっており、ある穴の中には「堕天使 バラム」が鎮座している。
嫉妬界
ユミ編かレイコ編で訪れることになる。ユミかレイコが仲間から一時的に外れ、主人公一人で厳しい戦いを強いられることになる。また、特定の条件を満たしていると最強の剣「ヒノカグツチ」を入手できる。
憤怒界
チャーリー編でのみ訪れることになる。チャーリーが仲間から一時的に外れ、主人公一人でハザマが示す難題を解く羽目になる。チャーリー編におけるラストダンジョン。
貪欲界
ユミ編かレイコ編で訪れることになる。その名の通り、欲にかられて宝を拾えば拾うほどボスが強くなっていくという罠が仕込まれている。チャーリー編では扉が開かず先には進めない。

### その他
精神世界（せいしんせかい）
レイコ編のみ訪れることになる真のラストダンジョン。主人公とレイコが学校の11階で魔神皇ハザマを倒した後、解脱のリングによって入ってしまった彼の精神。彼の心を歪めてしまった数々の記憶を見ることが出来る。レイコの言う「心に入り込んだ真の魔物」を倒してハザマを救うため、奥へと進むことになる。
幽閉の塔（ゆうへいのとう）
アキラ編のみで訪れることになる場所。かつてハザマが訪れた本来の魔界で、彼が魔神皇としての力を得た経線が明らかになる。塔の階層は「ノモス」で区切られており、ゾロアスター教及びエジプト神話をモチーフとしている。ゾロアスター教の悪魔が塔を支配しており、エジプト系の悪魔は封印されているが、特定の条件を満たすと仲魔になってくれる。

## システム
主人公のキャラメイクは、ニューゲーム開始直後に登場する電脳占い師・ノヴァの質問に答える形で行われる。性別選択と名前入力の他に、いくつか質問がなされ、回答によって主人公のタイプが決定する（パワー、スピード、バランス、ラッキーのいずれか）。

### ガーディアンシステム
本作では、主人公が戦闘不能になってもゲームオーバーとならない。主人公とパートナーはHPが0になってもガーディアンと呼ばれる特定の悪魔が肉体に憑依し、その力を得て復活することができる。プレイ開始時は、主人公とパートナーは死んだことがないので当然ガーディアンはついていない。
ガーディアンシステムの大きな流れは、戦闘で負けてしまうと主人公は魂となってカロンの元へと飛ばされ、そこで守護霊となるガーディアンが出現し、再び立ち上がる力を授かり元の世界に回帰するというもの。
死ぬたびにガーディアンを付け替えることができるが、次につくガーディアンが強いものになるか、弱いものになるかはガーディアンポイントによって変化する。ガーディアンポイントはゲージで表現され、敵を倒す毎にたまっていく。ゲージが高い状態で死ぬとより強いガーディアンが憑依し、逆に低い状態で死ぬと今より弱いガーディアンが憑依する。守護霊として憑依するガーディアンの種類によって力や体力、素早さなどのパラメータが増減する。主人公に憑依するガーディアンは性別とタイプ（後述）によって変わり、各パートナーもそれぞれ憑依するガーディアンが違う。
主人公が力尽きた場合、前作と同様、三途の川まで飛んでいく場面が流れるが、カロンに止められてガーディアンが出現・憑依し、三途の川から引き返すという本作独自の演出がある。
パートナーの場合は力尽きたその場で憑依が行われる。戦闘中の死による憑依は戦闘終了後に行われるので、その前に蘇生させれば死亡扱いにならず憑依も起こらない。
魔法の習得
パートナーの場合はパラメータへの影響だけでなく、ガーディアンの所持魔法を覚えることができる。パートナーの所持できる魔法の数は魔力と知恵によって決定され、パラメータが高くなるほど所持できる数が増える。限界数を超えた場合は古いものから順番に消えていく。

### 戦闘と武器の変更点
パーティー属性
本作ではパーティー内に召喚されている仲魔の属性によってパーティー属性が決定する。極端なLAW属性の仲魔と極端なCHAOS属性の仲魔を同時に召喚することはできなくなった。イベントと属性は関係なくなり、悪魔の召喚や会話に影響を及ぼすだけになっている。ただし、アキラ編の一部宝箱では属性によって中身が変わることがある。
銃弾の消費と装弾
今作では銃弾が消耗品になっている。弾切れの場合は、ストックにあれば1ターン消費して装弾することができる。前作同様、弾丸は武器屋で購入することが可能。PS版で追加されたEASYモードでは、従来の作品と同様に弾数は無限になっている。
後列からの攻撃制限
今作の戦闘では、後列からSWORD、ATTACKで攻撃できなくなった（GUN、MAGIC、一部のEXTRAは後列から使用可能）。これによりパーティーメンバーの配置がより重要になった。
剣の熟練度
本作では同じ剣でも使い続けることで、3段階に攻撃力が上がるようになっている。SFC版では隠しパラメータだったが、PS版では装備画面で確認することができ、I→II→IIIと表示が変わっていく。

### 施設
セーブポイント
データのセーブは学校では電算室、魔界では記録の石板、地のノモスB10Fではゼンキによって行われる。いずれも前作までのターミナルとは異なり転送機能はない。
間欠泉
通常の魔界と幽閉の塔で機能が異なる。前者の場合は使うとその魔界の入り口まで戻れるのだが、新月時には使用できない。後者の場合は上方の階に設けられた着地点まで送られるという機能になっており、使用するには対応したバルブを予め開いておく必要があるが、月齢に関係なく使うことができる。
回復施設
学校の保健室は無料で主人公とパートナーのみ回復可能となっている。魔界の回復の泉は有料で仲魔の回復や蘇生も行える。地のノモスB10Fではゴキが無料で担当する。

### その他
- 前作までのオートマッピングは、初使用した出入り口や階段などでフロア移動をした場合、現在位置のひとつ後ろのマス（たった今通過してきたはずのマス）が記録されないという仕様があったが、本作では記録されるように改良された。
- 占い屋の宣託が前作と比べて具体的になっている。
- 攻撃魔法のランク分けがこれまでの2段階から3段階に変更された。最上位の魔法にはFC版『デジタル・デビル物語 女神転生II』と同様、名前の最後に「ダイン」が付く（アギダイン、マハザンダイン等）。
- 移動魔法であるトラポート、トラエストは登場しない。
- 悪魔の種族、種族の属性、種族内の悪魔の種類は前作をベースとしている。神霊、神将、マシン、デモノイド、ウィルス、ワクチン、メシアン、ガイアーズは登場しない。
- 前作でボスとして登場した悪魔の一部には、ボス版のグラフィックを縮小した画像が使用されている（ルシファー、ミカエル、ティアマット等）。
- 音楽の殆どは前作、前々作からの流用曲だが、各作品のサントラCDに収録されたアレンジ版や本作用に新しいアレンジを施した曲が多い。
- 移動中の音楽が戦闘などで中断された場合、再開時には中断された個所から再生されるようになった。

## 移植・リメイク

### 一覧
『真・女神転生if...ハザマ編』（iアプリ用、アトラス、2004年）については、「#携帯電話版」を参照。
| No. | タイトル                             | 発売日         | 対応機種                                                 | 開発元   | 発売元       | メディア                              | 型式       | 備考                       | 出典                        |
| --- | ------------------------------------ | -------------- | -------------------------------------------------------- | -------- | ------------ | ------------------------------------- | ---------- | -------------------------- | --------------------------- |
| 1   | 真・女神転生if...                    | 2002年12月26日 | PlayStation                                              | アトラス | アトラス     | CD-ROM                                | SLPM-87154 |                            |                             |
| 2   | 真・女神転生if...                    | 2006年3月14日  | Windows 2000/XP                                          | アトラス | アイレボ     | ダウンロード (i-revo)                 | -          |                            |                             |
| 3   | 真・女神転生if...                    | 2010年9月8日   | PlayStation 3 PlayStation Portable (PlayStation Network) | アトラス | インデックス | ダウンロード （ゲームアーカイブス）   | -          | PlayStation版の移植        | [ 12 ] [ 13 ]               |
| 4   | 真・女神転生if...                    | 2011年2月1日   | Wii                                                      | アトラス | アトラス     | ダウンロード （バーチャルコンソール） | -          | スーパーファミコン版の移植 | [ 14 ]                      |
| 5   | 真・女神転生if...                    | 2012年8月28日  | PlayStation Vita                                         | アトラス | インデックス | ダウンロード （ゲームアーカイブス）   | -          | PlayStation版の移植        |                             |
| 6   | 真・女神転生if...                    | 2013年3月22日  | iPhone、iPod touch (iOS)                                 | アトラス | インデックス | ダウンロード                          | -          | リメイク版                 | [ 15 ] [ 16 ] [ 17 ] [ 18 ] |
| 7   | 真・女神転生if...                    | 2013年10月16日 | Wii U                                                    | アトラス | アトラス     | ダウンロード （バーチャルコンソール） | -          | スーパーファミコン版の移植 | [ 19 ]                      |
| 8   | スーパーファミコン Nintendo Classics | 2021年7月28日  | Nintendo Switch                                          | 任天堂   | 任天堂       | ダウンロード                          | -          | スーパーファミコン版の移植 | [ 20 ] [ 21 ]               |

### PlayStation版
『真・女神転生』、『真・女神転生II』に続き、2002年12月26日に『真・女神転生if...』のPlayStation版が発売。限定版の『軽子坂高校50周年記念パック』も同時発売された。限定版同梱物はシステム手帳、リフィール式設定資料集、軽子坂高校50周年記念ボールペン、メモリーチェックボーナス。

#### システムの追加・変更点
- 背景グラフィックが美麗に書き換えられている。
- アリスと会話することでガーディアンの付け替えが可能になった。
- ダッシュ移動の追加。
- アキラ編に新BGMの追加。

## スタッフ
スーパーファミコン版
- エグゼクティブプロデューサー - 原野直也
- プロデューサー - 横山秀幸
- ディレクター - 岡田耕始
- プランナー - 伊藤龍太郎、藤岡一樹、礒貝正吾、藤木真一、細野雄士、橋野桂
- プログラマー - 佐藤雅実、迎一彌、金田直美、矢部直也
- グラフィックデザイナー - 金子一馬、佐藤佐和子、村上哲也、岩崎智美、片岡いずみ、池永美奈子、野口暁
- サウンドコンポーザー - 増子司

PlayStation版
- エグゼクティブプロデューサー - 原野直也
- プロデューサー - 岡田耕始
- ディレクター - 迎一彌
- アートディレクター - 金子一馬
- プログラマー - 坂本拓己、古坂雄二郎、遠山博一、佐々木雅和
- デザインスーパーバイザー - 副島成記
- デザインコンポーザー - 高島志郎
- デザイナー - 土居政之、園山亜紀、横路ゆかり、薄田無門、鈴木正勝、横田章弘、須藤正喜、安藤謙次、くさかだいすけ、野木丈夫、むとうまさき、山下智也、吉野元薫
- サウンドデザイナー - 土屋憲一、黒川真毅

## 評価
スーパーファミコン版
ゲーム誌『ファミコン通信』の「クロスレビュー」では、8・7・7・7の合計29点（満40点）、『ファミリーコンピュータMagazine』の読者投票による「ゲーム通信簿」での評価は以下の通り、22.5点（満30点）となっている。
| 項目 | キャラクタ | 音楽 | お買得度 | 操作性 | 熱中度 | オリジナリティ | 総合 |
| 得点 | 3.8        | 3.7  | 3.6      | 3.8    | 3.9    | 3.8            | 22.5 |
PlayStation版
ゲーム誌『ファミ通』の「クロスレビュー」では合計28点（満40点）となっている。

## 携帯電話版
『真・女神転生if...ハザマ編』（しん・めがみてんせい イフ ハザマへん）は、『デジタル・デビル物語 女神転生』に続くアトラスモバイルコンテンツのメガテンαのRPG第2弾として、2004年から配信されている携帯電話オリジナルのRPG。『真・女神転生if...』に登場したハザマが魔神皇になるまでのストーリーとなっている。
2006年3月30日にはBREW対応版が配信されている。

### 概要（ハザマ編）
主人公はハザマ本人。COMPを使って敵として出現する悪魔を仲魔にできるだけでなく、女神転生シリーズの主人公としては珍しく魔法を習得できる。ガーディアンを憑けることができないため、ハザマとアモンが死亡するとカロンによってスタート地点に戻される。その代わり「祭器」と呼ばれる武器を使用し、これに邪教の館で悪魔を憑依させることで祭器の攻撃力・攻撃回数の強化、追加効果の付与、魔法の取得等ができる。また、パーティー属性や武器屋および防具屋が存在しないといった点も本編とは異なる。
このハザマ編は元々はSFC版の『真・女神転生if...』時に計画されていたが収録されず、幻のシナリオになってしまった。アトラスの会報誌「真・女神転生ファンクラブ『DDS-NET』」の会員向けに限定ロムを作る予定もあったが、予算の都合上、断念された。本来は仲魔システムのない、難易度の極めて高いシナリオになる予定だったそうだが、リリースされた携帯電話版は普通に仲魔システムがあり、難易度も標準的である。

### システム（ハザマ編）
ハザマとアモンはレベルアップで魔法を習得していき、ハザマが使うナイフのような武器「祭器」で攻撃することができる。邪教の館で「祭器」に悪魔を合体させることで、能力を変化させることができる。攻撃力や攻撃回数が変化するだけでなく、合体させる悪魔によってはハザマに魔法を習得させることもできる。ただし、祭器合体にはマッカ（お金）が必要である。
EZアプリ版のシステムでは仕様上、ハザマはレベルアップにより新たな魔法を覚えることはなく、アモンは魔法を使うことすら出来ない。また、一部の有用な特技の効果がなく、一部の種族の悪魔が合体で作り出せない不具合もあって、他の版よりも難度が高くなっている。

### 移植（ハザマ編）
| No. | タイトル                  | 発売日        | 対応機種                        | 開発元           | 発売元           | メディア                  | 型式 | 備考 | 出典   |
| --- | ------------------------- | ------------- | ------------------------------- | ---------------- | ---------------- | ------------------------- | ---- | ---- | ------ |
| 1   | 真・女神転生if...ハザマ編 | 2005年1月12日 | ボーダフォンライブ! （Vアプリ） | アトラス         | アトラス         | ダウンロード              | -    |      |        |
| 2   | 真・女神転生if...ハザマ編 | 2006年3月30日 | BREW対応機種 （EZアプリ）       | ビービーエムエフ | ビービーエムエフ | ダウンロード （女神転生） | -    |      | [ 27 ] |

## 小説版

### 真・女神転生if...
小説『真・女神転生if...』は同名のゲームのノベライズで、アスペクトのログアウト冒険文庫より1995年に発売された。作者は久保宗雄、表紙と挿絵は金子一馬による描き下ろし。
男性主人公の「ジン / 青木仁（あおき じん）」という名前が設定されている。基本的にはゲームの展開をなぞってはいるが、ユミ、チャーリー、レイコと同時にパーティーを組んで魔界を進んでいくのが特徴。
ISBN 4893663909

### 真・女神転生if... 魔界のジン
小説『真・女神転生if... 魔界のジン』は富士見書房の富士見ミステリー文庫より2002年10月に発売された。作者は吉村夜、イラストは金田榮路。
ISBN 4829161817

## 漫画版

### 真・女神転生if... 学園の悪魔使い
漫画『真・女神転生if... 学園の悪魔使い』は、『週刊ファミコン通信増刊ファミコミ』にて1994年秋の号から1995年夏の号まで連載された後、単行本としてアスキー出版局のアスキーコミックスから1995年10月に発売された（1999年11月にアスペクトコミックスから再版）。作者は柳澤一明。
主人公の名前は「ノブ / 秋山ノブ（あきやま ノブ）」というコミック版固有のものが用意されている。ストーリーはユミルートをベースとしたオリジナルのものであり、アームターミナルが存在しないことやピクシーとアンリ・マンユが仲魔として肩を並べていることが特徴である。なお、単行本の巻頭には岡田耕始・金子一馬・柳澤一明による特別対談が収録されている。
同作者の漫画『真・女神転生カーン』のプレストーリーでもあり、『if...』の登場人物たちが独自の解釈により『真・女神転生』本編の流れと融合を果たして再登場している。
『真・女神転生V』の発売に合わせ、2021年11月8日に小学館クリエイティブより新装版が刊行。新装版は表紙のイラストが描きおろされている。

#### 単行本
- アトラス（原作）・柳澤一明『真・女神転生if… 学園の悪魔使い』アスキー〈アスキーコミックス〉、1995年10月発売、ISBN 4-7561-1176-9
- アトラス（原作）・柳澤一明『真・女神転生if… 学園の悪魔使い』アスペクト〈アスペクトコミックス〉、1999年11月発売、ISBN 4-7572-0571-6
- アトラス（原作）・柳澤一明『新装版 真・女神転生if… 学園の悪魔使い』小学館クリエイティブ〈単行本〉、2021年11月8日発売[28]、ISBN 978-4-7780-3852-6